# Kryptonite (3 Doors Down)
Kryptonite is een nummer uit 2000 van de Amerikaanse rockband 3 Doors Down. Het was de doorbraaksingle voor de groep en was een nummer van het album The Better Life.
Het nummer werd een wereldhit, en haalde onder meer de toppositie in de Hot Mainstream Rock Tracks, de Billboard Modern Rock Tracks, de Billboard Mainstream Top 40, de Canadian RPM Rock/Alternative Chart en de UK Rock Chart.
In 2009 werd het nummer eveneens onderdeel van de muziekcollectie van Guitar Hero 5, en werd het mogelijk het nummer via download toe te voegen aan de setlist van Rock Band.
Brad Arnold schreef een deel van het nummer tijdens een wiskundeles in het 2e middelbaar.

## NPO Radio 2 Top 2000
| Nummer met noteringen in de NPO Radio 2 Top 2000 | '11  | '12 | '13 | '14 | '15 | '16 | '17 | '18 | '19 | '20 | '21 | '22 | '23 | '24 |
| ------------------------------------------------ | ---- | --- | --- | --- | --- | --- | --- | --- | --- | --- | --- | --- | --- | --- |
| Kryptonite                                       | 1514 | 192 | 186 | 162 | 164 | 192 | 201 | 236 | 320 | 316 | 333 | 350 | 400 | 351 |

1. ↑  Een vetgedrukt getal geeft de hoogste notering aan.
2. ↑  2011 was het eerste jaar met een notering voor dit nummer.